# Alberto Pariani

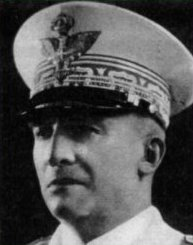
Alberto Pariani

Alberto Pariani (geboren 27. November 1876 in Mailand; gestorben 1. März 1955 in Malcesine) war ein italienischer General und Politiker. Von 1936 bis 1939 war er Chef des Generalstabes des Heeres.

## Werdegang

### Anfangsjahre und Erster Weltkrieg
Alberto Pariani wurde 1876 als uneheliches Kind der zwanzigjährigen Ida Pariani in Mailand geboren. Sein Vater soll dem Königshaus angehört haben, was laut Cecini seine reibungslose Aufnahme als Kadett und dann als Offiziersanwärter an namhaften Militärschulen erklären würde. Als er drei Jahre alt war, heiratete seine Mutter und zog mit ihrem Mann nach Argentinien. Pariani blieb allein in Mailand zurück und verbrachte seine Kindheit in verschiedenen Erziehungsanstalten. Für seinen Unterhalt sorgte sein anonymer Vater. 1889 wurde er in das Militärinternat in Mailand aufgenommen, das er bis 1896 besuchte. Danach wurde er noch im gleichen Jahr als Offiziersanwärter in der Militärschule in Modena aufgenommen.
Nach dem erfolgreichen Abschluss der Militärschule 1898 wurde er als Sottotenente dem 6. Alpini-Regiment in Verona zugewiesen und 1902 zum Leutnant befördert. In Verona lernte er den Monte Baldo und den Gardasee kennen und schätzen, was ihn 1904 dazu veranlasste, sich in Malcesine eine Villa errichten zu lassen. Von 1907 an besuchte er die Kriegsschule in Turin. Nach ihrem erfolgreichen Abschluss und seiner Beförderung zum Hauptmann leistete er ab 1910 seinen Dienst als Generalstabsoffizier beim V. Armeekorps. 1911 heiratete er seine Cousine Giselda Pariani. Aus der Ehe gingen keine Kinder hervor.
Im Mai 1915 übernahm Pariani nach dem italienischen Kriegseintritt in den Ersten Weltkrieg das Kommando über eine Kompanie des 1. Alpini-Regiments. Aber bereits Mitte September war er erneut als Offizier im Generalstabsdienst bei der 9. Division tätig und Ende 1915 wurde er zum Major befördert. Nach dieser Stabsverwendung übernahm er während der österreichisch-ungarischen Frühjahrsoffensive 1916 ein Bataillon des 218. Infanterie-Regiments am Pasubio, wofür er mit einer Tapferkeitsmedaille in Silber ausgezeichnet wurde. Für seinen Einsatz auf der Hochebene der Sieben Gemeinden bei der 25. Division wurde er im September 1916 vom Divisionskommandeur General Gaetano Zoppi gelobt, der ihn für höhere Aufgaben empfahl. Nach seiner Beförderung zum Oberstleutnant im Februar wurde er Chef des Stabes beim XXVIII. Armeekorps. Während der Zwölften Isonzoschlacht war er im Stab der 2. Armee und organisierte den Rückzug der Truppen auf die neue Verteidigungslinie am Piave. Im Januar 1918 konnte er sich im Stab der 6. Armee bei der Eroberung des Monte Valbella südöstlich von Gallio auf der Hochebene der Sieben Gemeinden auszeichnen. Er erhielt dafür eine weitere Tapferkeitsmedaille in Silber und wurde zum Oberst befördert. Am 1. März 1918 übernahm er das Amt des Chefs der Operationen bei der 6. Armee und trug mit zum Aufhalten der österreichisch-ungarischen Offensive auf der Hochebene der Sieben Gemeinden während der Zweiten Piaveschlacht im Juni 1918 bei. Er wurde daraufhin unter anderem vom Chef des Generalstabs Armando Diaz und vom Oberbefehlshaber der 6. Armee Luca Montuori gelobt und erhielt infolgedessen das Ritterkreuz des Militärordens von Savoyen verliehen.
Im August 1918 wurde er in das italienische Oberkommando berufen, um die Waffenstillstandsbedingungen mit Österreich-Ungarn auszuarbeiten. Bei der Unterzeichnung des Waffenstillstandes am 3. November 1918 in der Villa Giusti bei Padua war er Mitglied der italienischen Waffenstillstandskommission.

### Militärberater in Albanien
Im Februar 1919 wurde Pariani zum militärischen Chefunterhändler der italienischen Delegation bei der Pariser Friedenskonferenz ernannt. Vom November 1919 bis November 1924 gehörte er der Kommission an, die den neuen Grenzverlauf zwischen Italien und Österreich festlegte. Im Zuge dieser Arbeit wurden mit der Schweizer Delegation auch kleinerer Grenzkorrekturen der italienisch-schweizerischen Grenze vorgenommen.
Von 1925 bis 1927 war er Chef der Operationsabteilung im italienischen Generalstab. Nach einer viermonatigen Kommandeurszeit beim 6. Alpini-Regiment in Brixen, wurde er Militärberater bei der albanischen Regierung unter Ministerpräsident Ahmet Zogu sowie Chef der italienischen Militärmission in Albanien, das seit dem Tiranapakt von 1926 praktisch ein italienisches Protektorat war. In Albanien reformierte er im Auftrag von Zogu die albanischen Streitkräfte, um auf eventuelle Bedrohungen durch den Nachbarn Jugoslawien auch ohne fremde Hilfe entsprechend reagieren zu können. Für seine Verdienste wurde er 1929 vom mittlerweile zum König gekrönten Zogu zum Oberbefehlshaber der albanischen Streitkräfte ernannt. Zugleich wurde er zum Generale di Brigata befördert und noch im gleichen Jahr zum Ehrenadjutanten von König Viktor Emanuel III. ernannt.
Seine Tätigkeit in Tirana wurde in Rom jedoch zunehmend mit kritischen Augen betrachtet, da sich die Beziehungen mit dem nach Unabhängigkeit strebenden Königreich Albanien mit fortlaufender Dauer verschlechterten. 1933 wurde Pariani, der ein Jahr zuvor noch zum Generale di Divisione befördert worden war, von Mussolini nach Italien zurückberufen. Einmal zurückgekehrt wurde ihm das Kommando über das Territorialkommando Bozen anvertraut. Während des nationalsozialistischen Putschversuches in Österreich im Juli 1934 wurde sein Verband in Alarmbereitschaft versetzt und von Pariani in aller Eile an die Grenze verlegt. Nach überstandener Krise wurde er zum Generale di Corpo d’Armata und zum Unterchef des Generalstabes des Heeres ernannt. Da der Stabschef Federico Baistrocchi als Unterstaatssekretär des Kriegsministeriums im Kabinett Mussolini hauptsächlich mit Regierungsaufgaben betraut war, lag die Leitung des Generalstabes des Heeres praktisch in den Händen von Pariani.

### Chef des Generalstabes des Heeres
In seiner neuen Rolle arbeitete er an den Angriffsplänen gegen Abessinien mit. In der offenen Diskussion zwischen dem Chef des Generalstabes Badoglio und Kolonialminister De Bono um die richtige Auslegung der Angriffspläne, hielt er sich zurück, auch wenn er Vorbehalte gegenüber den Plänen von De Bono hatte. Es gelang ihm im Hintergrund jedoch den Einfluss des von De Bono geleiteten Kolonialministeriums zugunsten des Militärs einzuschränken. Während des Abessinienkrieges war Pariani für den Aufbau der Logistik verantwortlich, die seiner Ansicht nach einen entscheidenden Beitrag zum Erfolg des Feldzuges leistete. In der Mitte der 1930er Jahre wurde er auf Drängen des Kriegsministeriums Mitglied der Faschistischen Partei. Im Oktober 1936 löste er Baistrocchi sowohl als Generalstabschef des Heeres als auch als Unterstaatssekretär im Kriegsministerium ab, nachdem Baistrocchi sich kritisch gegenüber der italienischen Intervention im Spanischen Bürgerkrieg geäußert hatte. Mit seiner Ernennung gelang es den Faschisten, das Heer unter ihre lang ersehnte Kontrolle zu bringen.
Im Gegensatz zu Baistrocchi ließ Pariani seine anfängliche Skepsis gegenüber einer Intervention in Spanien bald fallen und förderte Mussolini in seinen Bestrebungen Franco zu unterstützen. Ende Dezember 1936 arbeitete er Pläne aus, einen größeren Truppenverband nach Spanien zu schicken. Eine Idee, die von Mussolini mit der Entsendung des Freiwilligenkorps CTV aufgegriffen wurde. Um das Heer trotz des bereits seit dem Abessinienkrieges überstrapazierten Haushalts modernisieren zu können und Mussolini zu gefallen, griff Pariani eine Idee Badoglios auf. Letzterer hatte nach Ende des Abessinienfeldzuges geäußert, die Divisionen zugunsten einer schnelleren Einsatztruppe zu verkleinern. In diesem Sinne reduzierte Pariani die Anzahl der Regimenter einer Division von drei auf zwei (sogenannte binäre Division). Mit dieser neuen Gliederung wurde bereits das CTV nach Spanien geschickt. Zur Unterstützung seiner These, formulierte er später eine Aussage des Oberbefehlshabers des CTV Roatta so um, das sie seine These bekräftigte. Seine Reform sah außerdem eine zunehmende Motorisierung und Mechanisierung der Verbände vor. Die angespannte Finanzlage führte jedoch zu einer halbherzigen Umsetzung des Vorhabens. So wurden beispielsweise mit Fahrrädern ausgestattete Infanteriedivisionen zu mechanisierten Infanteriedivisionen umdeklariert, während Panzerdivisionen aus Kostengründen nur mit leichten Panzern ausgerüstet werden konnten. Völlig vernachlässigt wurde die Koordination zwischen verschiedenen Teilstreitkräften, wie der Regia Aeronautica und dem Heer. Auch die Kapazitäten der italienischen Industrie wurden überschätzt und kamen bei der Modernisierung der Artillerie bei weitem nicht mit den vom Heer angeforderten Geschützen nach.
Daneben machte Pariani bei seiner Reform eine Reihe von organisatorischen Fehlern, die sich negativ auf die Kampfkraft der Truppen auswirken sollten. Dazu gehörte die Auflösung alter Verbandszugehörigkeiten und die wild durcheinander gewürfelte Zuweisung der Verbände in binären Divisionen. Nach Cecini baute er im Endeffekt eine der Demographie Italiens zwar entsprechende, aber vollkommen unzureichend ausgerüstete Armee auf.

### Rücktritt und Anklage
Alberto Pariani wurde nach der Italienische Besetzung Albaniens von seinem Ämtern enthoben. Der Balkanstaat konnte zwar im April 1939 innerhalb weniger Tage erobert werden, aber die militärische Operation zeigte die ganze operative Schwäche des italienischen Expeditionskorps. Die Distanz zwischen dem militärischen Konzept Parianis und der dem Heer zur Verfügung stehenden Mittel trat offen zu Tage und blieb auch der faschistischen Regierung nicht verborgen. Außenminister Ciano und Bildungsminister Bottai kritisierten Pariani und Mussolini setzte ihn schließlich im November 1939 ab.
Pariani zog sich daraufhin in sein Privatleben nach Malcesine zurück und wurde bis 1943 für keine weiteren Aufgaben berücksichtigt. Im März 1943 wurde er von Mussolini zum italienischer Statthalter in Albanien berufen. Seine Landeskenntnisse sollten dazu beitragen, die aufgrund des erstarkten kommunistischen Widerstandes zunehmend anti-italienische Stimmung im Lande wieder zu beruhigen. Nach dem Sturz Mussolinis im Juli wurde er von der Nachfolgeregierung Badoglio in seinem Amt bestätigt. Der neuen Regierung versprach er mit aller Härte, auch unter dem Einsatz von Gewalt, vorzugehen. Bereits am 6. April hatte Pariani die Aufrechterhaltung der öffentlichen Ordnung dem Comando Superiore Forze Armate Albania anvertraut. Die italienischen Militärs waren in der Folge bei der Bandenbekämpfung für zahlreiche Kriegsverbrechen in Albanien verantwortlich.
Anfang September ernannte ihn die Regierung Badoglio zum italienischen Botschafter in Berlin. Als er am 8. September 1943 in Rom von König Viktor Emanuel III. empfangen wurde, wurde Pariani nicht über den bereits unterzeichneten Waffenstillstand mit den Alliierten informiert. Erst Stunden später hörte er die Verlautbarung Badoglios im Radio. Orientierungslos und ohne Aufgaben blieb er zunächst in Rom und stellte sich dem Marschall von Italien Enrico Caviglia zur Verfügung. Der ranghöchste in Rom verbliebene Offizier hatte jedoch keine Verwendung für ihn, so dass Pariani nach Malcesine zurückkehrte. Ob er sich später der Republikanisch-Faschistischen Partei anschloss und seine Dienste dem Verteidigungsminister der Italienischen Sozialrepublik Rodolfo Graziani anbot, ist nicht eindeutig geklärt.
Bis zum Kriegsende sollte er für die faschistische Marionettenregierung von Salò nicht in Erscheinung treten. Vielmehr musste er sich einer Reihe von Angriffen aus dem faschistischen und später dem antifaschistischen Lager erwehren. Im Oktober 1943 war es zunächst der ehemalige faschistische Parteisekretär und Antisemit Roberto Farinacci, der ihn beschuldigte Jude und für den schlechten Zustand des Heeres verantwortlich zu sein. Erst nach einer Intervention bei Mussolini hörten die Angriffe auf. Im Januar 1945 erfuhr er, dass der von der Regierung Bonomi mit der Verfolgung faschistischer Verbrechen beauftragte Oberste Gerichtshof (italienisch Alta corte di giustizia per le sanzioni contro il fascismo) Anklage gegen ihn erhoben hatte. Pariani wurde vorgeworfen, den Faschismus aktiv unterstützt zu haben und an der Ermordung der beiden Oppositionellen Carlo und Nello Rosselli mitschuldig zu sein. Die beiden Brüder waren laut Anklage im Auftrag des Pariani unterstehenden militärischen Nachrichtendienstes SIM im Juni 1937 in Frankreich ermordet worden. Zwar wurde die Anklage im Falle der Brüder Rosselli wegen mangelnder Beweise fallen gelassen, wegen Unterstützung des Faschismus wurde er aber im März 1945 in Abwesenheit zu einer Freiheitsstrafe von 15 Jahren verurteilt. Ende April 1945 wurde er nach der Befreiung Norditaliens in Malcesine verhaftet und in das Gefängnis auf Procida gebracht. Gegen das Urteil legte Pariani erfolgreich Berufung beim Kassationsgerichtshof ein und im Januar 1947 wurde er aus der Haft entlassen. Die gegen ihn von der Sozialistischen Volksrepublik Albanien erhobenen Vorwürfe wegen Kriegsverbrechen wies er 1948 in einer Verteidigungsschrift ab.

### Bürgermeister
Im Oktober 1952 wurde er als Parteiloser zum Bürgermeister von Malcesine gewählt. In seiner Amtszeit machte er es sich insbesondere zur Aufgabe, den immer wichtiger werdenden Wirtschaftszweig des Tourismus zu fördern. Bereits seit 1950 saß er dem Förderverein vor, der sich für den Bau der Seilbahn Malcesine starkmachte. Ein weiteres Steckenpferd seiner Amtszeit war die Einrichtung des Heimat- und Naturkundemuseums in der Scaligerburg von Malcesine. Die Vollendung beider Projekte erlebte Pariani nicht mehr. Er verstarb 1955 unerwartet an den Folgen einer fiebrigen Erkrankung. Das Museum wurde im Jahr darauf eröffnet, während die Seilbahn 1962 eingeweiht wurde.